# Pergídeos
Pergídeos (Pergidae) são vespas-serras de tamanho moderado que ocorrem no ocidente e região Australásia. Contando atualmente com cerca de 450 espécies descritas, tratam-se da terceira maior família de Symphyta, em seguida a Tenthredinidae e Argidae. Morfologicamente, são bastante diversas, tanto em tamanho como em cor e formato. Mas no geral, são pretas, podendo variar desde o vermelho em diferentes proporções, passando pelo laranja e o amarelo; por vezes apresentam as asas escuras. Destacam-se de outras vespas-serras pelas antenas muito variáveis, tanto no número de segmentos (desde 6 até 25) quanto pelo formato variando do filiforme ao serreado e pectinado, ou mesmo bipectinado. A asa anterior não apresenta uma veia transversa 2r, e normalmente não possuem uma célula fechada na região anal da asa posterior. 
Machos e fêmeas podem ser diferentes em alguns aspectos, incluindo no tipo de antenas, mas também na coloração corporal e no tamanho. As poucas espécies ápteras de vespas-serras encontram-se nesta família, sendo as do gênero Cladomacra de Papua Nova Guiné e as da Indonésia, bem como uma espécie com fêmeas de asas curtas: Clarissa tasbates da Tasmânia.

## Distribuição
A maioria dos Pergidae são nativas da América do Sul e Austrália. São as vespas-serras dominantes no continente australiano e uma das maiores famílias neotropicais. Das 14 subfamílias, três ocorrem nas duas regiões biogeográficas: Pergulinae, Philomastiginae e Perreyiinae. Pergidae ocorre na Austrália (incluindo Tasmânia) e nas ilhas de Nova Guiné e Nova Bretanha. Na Nova Zelândia, há apenas uma espécie introduzida, Phylacteophaga froggatti, também introduzida na Nova Caledônia. No ocidente, ocorrem desde o sul do Canadá descendo pelo oeste dos Estados Unidos até o sul da América do Sul (Província de Magalhães, no Chile). O maior número de espécies é Neotropical. 
Vale enfatizar que no Canadá e nos Estados Unidos ocorre apenas o gênero Acordulecera.

## Biologia
Para a maioria das espécies de Pergidae, desconhece-se as plantas das quais se alimentam. Mas há grande diversidade de plantas hospedeiras , sendo que são bem melhor conhecidas para as espécies orientais do que para as ocidentais. A maioria das espécies conhecidas alimentam-se de Eucalyptus (sensu lato), mas outras variam muito, podendo atacar plantas alimentíceas, folhas mortas, plantas aquáticas e até fungos. A maioria alimenta-se externamente sobre as folhas, mas algumas brocam plântulas e outras minam folhas. Algumas Euryinae vivem próximas do solo alimentando-se de plantas mortas, sendo crepusculares or noturnas. O comportamento dos adultos é conhecido para algumas poucas espécies, mas há relatos de cuidado maternal em alguns Perginae e Philomastiginae australianos, e em Syzygoniinae da América do Sul .

## Comportamento
As larvas de algumas espécies de Perreyia caminham pelo solo em grupos, alimentando-se de vegetação morta ou decadente, posteriormente em busca de algum sítio de pupação. Algumas espécies agrupam-se como uma massa de larvas coordenada de forma a parecerem com alguma grande lesma, estas sendo popularmente chamadas no Brasil (Perreyia flavipes) de mata-porcos. As larvas do gênero Perga andam agrupadas, parando esporadicamente onde alguns indivíduos movimentam seus abdomens para cima e para baixo sinalizando para os demais sobre o deslocamento.

## Importância Econômica
Algumas espécies de Pergidae podem adquirir importância econômica por conta da desfolha ocasionada nas plantas. Por exemplo, no Peru e na Bolívia, algumas espécies de Tequus causam danos aos pés de batata, enquanto que no Chile e Argentina Cerospastus volupis desfolha plantas ornamentais do gênero Nothofagus; muitas espécies da subfamília Perginae causam desfolha e diversas da subfamília Phylacteophaginae minam as folhas de várias espécies de Eucalyptus na Austrália. Algumas espécies dos gêneros Haplostegus, Enjijus e Sutwanus alimentam-se das folhas ou brocam plântulas de goiabeiras Psidium spp. na América do Sul e Central, e as espécies de Acordulecera desfolham carvalhos e hickories nas florestas decíduas do leste da América do Norte. Existem espécies consideradas pragas para a agricultura na Austrália (Queensland), Brasil e no Uruguai, onde as larvas causam intoxicação por ingestão em animais de abate (vide acima o caso das larvas gregárias de Perreyia, conhecidas por isto como mata-porcos. Ao mesmo tempo, há duas espécies consideradas como de valor potencial como agentes de controle biológico contra plantas invasoras, nos Estados Unidos: (i) Lophyrotoma zonalis importada da Austrália para combater Melaleuca quinquenervia , e (ii) Heteroperreyia hubrichi para combater a aroeira Schinus terebinthifolius.
Voltando aos casos de envenenamento de animais de abate, são recorrentes as intoxicações de gado, porcos e cabras que consomem espécimes (principalmente as larvas) de Pergidae do solo. As perdas pela mortte de animais intoxicados são tamanhas que justificam a eliminação de culturas que servem de alimento para estas vespas nas áreas de criação.
Filogeneticamente, são tidas como grupo irmão de Argidae.

## Subfamílias
São atualmente reconhecidas 14 subfamílias em Pergidae:
- Acordulecerinae
- Conocoxinae
- Euryinae
- Loboceratinae
- Parasyzygoniinae
- Perginae
- Pergulinae
- Perreyiinae
- Philomastiginae
- Phylacteophaginae
- Pterygophorinae
- Pteryperginae
- Styracotechyinae
- Syzygoniinae